# Chaff

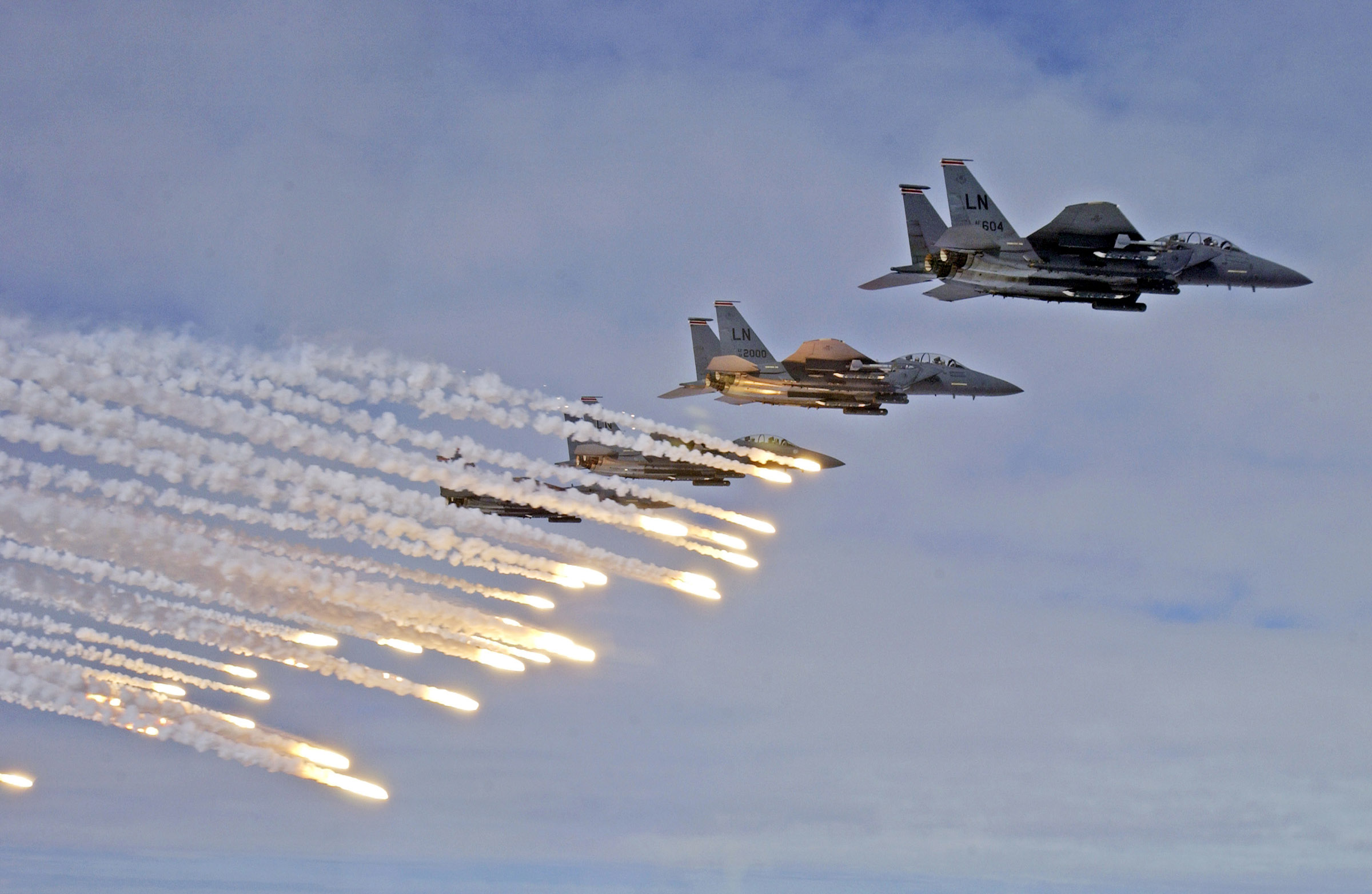
McDonnell Douglas F-15E Strike Eagle lançam flares e chaffs

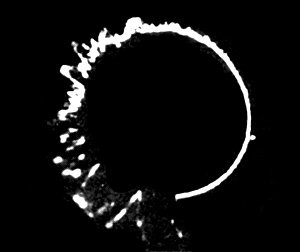
O efeito do chaff na exibição de um radar Würzburg. O efeito da interferência aparece na metade esquerda "irregular" do anel circular, contrastando com a exibição "suave" (sem interferência) na metade direita do círculo. Por volta das 3 horas, pode-se ver o reflexo de um alvo real, que não se destacaria na perturbação do lado esquerdo

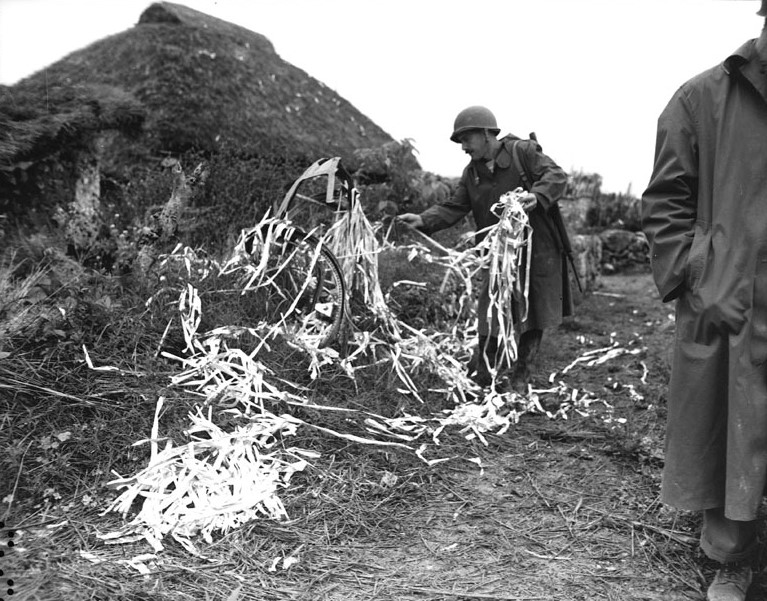
Fuzileiro naval examina o chaff deixado por um bombardeiro japonês durante um ataque aéreo em 25 de maio de 1945. Os pedaços de papel-alumínio são lançados durante o voo na esperança de desorientar a detecção por radar

Chaff (originalmente chamado de Window, do inglês britânico, ou Düppel, do alemão) é um sistema de contramedida antirradar que envolve a dispersão de finos pedaços de alumínio, fibra de vidro metalizada ou plástico. Quando disperso, o chaff forma uma nuvem de partículas metalizadas, produzindo um grande radar cross section (RCS), com o objetivo de cegar ou interferir sistemas de radar. Essa contramedida antirradar utiliza pequenas tiras de material condutor, cujo comprimento é metade do comprimento de onda do sinal do radar contra-atacado.
As forças armadas modernas utilizam o chaff para despistar mísseis guiados por radar, além de interferir na detecção de aeronaves inimigas. Aeronaves militares e navios de guerra podem ser equipados com sistemas de dispersão de chaff para autodefesa. Durante a fase intermediária de seu trajeto, um míssil balístico intercontinental pode liberar chaff junto com seus outros recursos de penetração.
Os sistemas de radar modernos podem distinguir o chaff dos alvos legítimos medindo o efeito Doppler; o chaff perde velocidade rapidamente após ser liberado por uma aeronave, e a mudança resultante no comprimento de onda do retorno do radar pode ser medida. Para combater isso, uma nuvem de chaff pode ser iluminada pelo veículo defensor com uma frequência corrigida por Doppler. Isto é conhecido como JAFF (jammer plus chaff) ou CHILL (chaff-illuminated).